# Liste der Kreisstraßen in Münster
Die Liste der Kreisstraßen in Münster ist eine Auflistung der Kreisstraßen in der kreisfreien Stadt Münster, Nordrhein-Westfalen.

## Abkürzungen
- K: Kreisstraße
- L: Landesstraße

## Liste
Die Kreisstraßen behalten die ihnen zugewiesene Nummer innerhalb von Nordrhein-Westfalen auch bei einem Wechsel in einen Kreis oder in eine andere kreisfreie Stadt. Nicht vorhandene bzw. nicht nachgewiesene Kreisstraßen werden in Kursivdruck gekennzeichnet, ebenso Straßen und Straßenabschnitte, die unabhängig vom Grund (Herabstufung zu einer Gemeindestraße oder Höherstufung) keine Kreisstraßen mehr sind.
Der Straßenverlauf wird in der Regel von Nord nach Süd und von West nach Ost angegeben.
| Nr.  | Verlauf |
| ---- | --- |
| K 1  | (K 1 im Kreis Steinfurt) – Stadtgrenze – Rüschhausweg – L 529 – Rüschhausweg – Hensenstraße – K 4 – Enschedeweg – von-Esmarch-Straße – Ziegenkreisel – von-Esmarch-Straße – L 843 |
| K 2  | – Scharnhorststraße – K 6 – Mecklenbecker Straße – K 5 – Dingbänger Weg – L 551 – Weseler Straße – Heroldstraße – Wiedaustraße – L 884 |
| K 3  | L 586 – Gremmendorfer Weg – Angelmodder Weg – K 16 – Angelmodder Weg – Angelstraße – Am Angelkamp – Am Berler Kamp – K 36 – Hiltruper Straße – L 585 – Münsterstraße – Hofstraße – Alverskirchener Straße – Stadtgrenze – (K 3 im Kreis Warendorf)                                                                    |
| K 4  | K 1 – Gievenbecker Weg – Mendelstraße – Apffelstaedtstraße – K 6 |
| K 5  | L 843 – Dingbängerweg – K 2 – Dingbängerweg – L 551 – Weseler Straße – Mersmannstiege – Geringhoffstraße – L 884 |
| K 6  | – Hafenstraße – K 9 – Hafenstraße – L 586 – Hansaring – L 793 – Hohenzollernring – L 843 – Kaiser-Wilhelm-Ring – Niedersachsenring – K 8 – Lublinring – K 13 – Cheruskerring – Friesenring – – Yorkring – – Orléansring – K 4 – Orléansring – L 843 – Rishon-Zion-Ring – Kardinal-von-Galen-Ring – K 2 – Kolde-Ring – |
| K 7  | – Wilkinghege – Westhoffstraße – Am Burloh – – Bröderichweg – K 13 – Zum Rieselfeld – Holtmannsweg – Königsberger Straße – K 8 – Königsberger Straße – L 587 – Schifffahrter Damm – Sudmühlenstraße – K 33 – Sudmühlenstraße – K 16                                                                                   |
| K 8  | K 7 – Hoher Heckenweg – K 6 – Gartenstraße – Fürstenbergstraße – L 843 |
| K 9  | K 6 – Frie-Vendt-Straße – Theißingstraße – Friedrich-Ebert-Straße – – Hammer Straße – Metzer Straße – Inselbogen – L 884 |
| K 10 | L 586 – An den Loddenbüschen – Trauttmansdorffstraße – – Westfalenstraße – Vennheideweg – Thierstraße – K 32 – Thierstraße – L 885 – Davertstraße – K 39 – Ottmarsbocholter Straße – Stadtgrenze – (K 10 im Kreis Coesfeld)                                                                                           |
| K 11 | L 885 – Hansestraße – – Glasuritstraße – L 885 |
| K 12 | L 510 – Haus Uhlenkotten – Horstmarer Landweg – Correnstraße – K 4 |
| K 13 | (K 13 im Kreis Steinfurt) – Stadtgrenze – Stadtgrenze an der westlichen Straßenseite – Am Max-Klemens-Kanal – K 21 – Am Max-Klemens-Kanal – – Kanalstraße – K 7 – Kanalstraße – K 6 – Kanalstraße – Neubrückentor |
| K 16 | Dorbaumstraße – K 17 – Dorbaumstraße – K 7 – Handorfer Straße – – Alter Mühlenweg – L 793 – Alter Mühlenweg – K 36 – Münsterstraße – Alter Postweg – K 3 |
| K 17 | K 16 – Immelmannstraße – K 44 – Lützowstraße – Verth – Stadtgrenze – (K 17 im Kreis Warendorf) |
| K 18 | (K 18 im Kreis Steinfurt) – Stadtgrenze – Gittruper Straße – K 45 – Alte Schifffahrt – Werseesch – L 587 |
| K 21 | L 529 – Uhlenbrockweg – Flothbach – K 13 – Am Max-Klemens-Kanal – Nienberger Straße – Sprakeler Straße – – Aldruper Straße – Gimbter Straße – (K 21 im Kreis Steinfurt) |
| K 22 | (K 22 im Kreis Coesfeld) – Stadtgrenze – Hohenholter Straße – L 529 |
| K 30 | L 581 – Bösenseller Straße – L 843 – Bösenseller Straße – Stadtgrenze an der westlichen Straßenseite – K 31 – Lindenallee – L 551 |
| K 31 | (K 31 im Kreis Coesfeld) – Stadtgrenze – Stadtgrenze nördlich der Straße – Bösenseller Straße – K 30 |
| K 32 | K 10 – Burgwall – K 42 – Meeserstiege – |
| K 33 | K 7 – Dyckburgstraße – K 43 – Dyckburgstraße – – Dyckburgstraße – L 843 – Mondstraße – L 793 |
| K 36 | L 793 – Münsterstraße – K 16 – Münsterstraße – L 585 – K 3 – Münsterstraße – Am Steintor – Hiltruper Straße – K 37 – Zumbuschstraße – Stadtgrenze an der westlichen Straßenseite – Stadtgrenze – (K 36 im Kreis Warendorf)                                                                                            |
| K 37 | L 586 – Hiltruper Straße – K 36 – Zumbuschstraße – Stadtgrenze an der westlichen Straßenseite – Anliegerstraße zum Haus Berl – nicht befahrbarer Weg – Stadtgrenze an der südlichen Straßenseite/in der Straßenmitte – L 585                                                                                          |
| K 39 | K 10 – Davertstraße – K 41 – Davertstraße – Stadtgrenze an der östlichen Straßenseite – Davertstraße – Stadtgrenze – (K 39 im Kreis Coesfeld) |
| K 41 | – Nottebrock – K 39 |
| K 42 | K 32 – Meeserstiege – L 885 |
| K 43 | L 587 – Mariendorfer Straße – K 33 |
| K 44 | K 17 – Lützowstraße – |
| K 45 | (K 45 im Kreis Steinfurt) – Stadtgrenze – Alte Schifffahrt – K 18 |
| K 60 | L 551 – Osthofstraße – Stadtgrenze südöstlich der Straße – Stadtgrenze – (K 60 im Kreis Coesfeld) |

## Quelle
- Landesvermessungsamt Nordrhein-Westfalen, Kreiskarte Nr. 52: Kreis Coesfeld, Stadt Münster